# Luca (pel·lícula de 2021)
Luca és una pel·lícula estatunidenca d'animació per ordinador de 2021 produïda per Pixar Animation Studios i distribuïda per Walt Disney Studios Motion Pictures. La pel·lícula està dirigida per Enrico Casarosa (en el seu debut com a director), escrita per Jesse Andrews i Mike Jones, produïda per Andrea Warren i protagonitzada per les veus de Jacob Tremblay, Jack Dylan Grazer, Emma Berman, Saverio Raimondo, Maya Rudolph, Marc Barricelli, Jim Gaffigan, Peter Sohn, Lorenzo Crisci, Marina Massironi i Sandy Martin.
Ambientada a la Riviera italiana entre els anys 50 i 60, la pel·lícula se centra en Luca Paguro, un nen monstre marí amb la capacitat d'adoptar forma humana quan està a terra, que explora la ciutat de Portorosso amb el seu nou millor amic Alberto Scorfano, experimentant un estiu que li canviarà la seva vida. Luca s'inspira en la infància de Casarosa a Gènova; diversos artistes de Pixar van ser enviats a la Riviera italiana per investigar la cultura i l'entorn italians. Els monstres marins, una "metàfora del sentiment de diferència", es van basar lliurement en antics mites i folklore regionals italians. El disseny i l'animació es van inspirar en obres dibuixades a mà i en stop-motion i en l'estil de Hayao Miyazaki. Casarosa va descriure el resultat com una pel·lícula que "ret homenatge a Federico Fellini i a altres cineastes italians clàssics, amb una mica de Miyazaki en la barreja".
Luca es va estrenar a l'Aquari de Gènova el 13 de juny de 2021, i originalment estava previst que s'estrenés als cinemes dels Estats Units el 18 de juny de 2021. No obstant això, en resposta a l'actual pandèmia de COVID-19, la pel·lícula es va estrenar directament en streaming a Disney+, juntament amb una projecció limitada simultània al Teatre el Capitan; s'estrenarà als cinemes dels països sense el servei de streaming. La pel·lícula va rebre en general crítiques positives, amb elogis per als seus efectes visuals i la sensació nostàlgica, encara que alguns la van assenyalar com més simple que les pel·lícules anteriors de Pixar.

## Trama
Luca Paguro és un monstre marí adolescent que viu a la costa de la ciutat italiana de Portorosso i que passa els dies pasturant peixos cabra. Els seus pares, Daniela i Lorenzo, li impedeixen sortir a la superfície per por, però fer el mateix dia rere dia acaba per avorrir Luca.
Un dia, Luca coneix a un altre jove monstre marí anomenat Alberto Scorfano, el qual ha estat en terra moltes vegades i obliga al Luca a pujar per mostrar-li com és. El Luca descobreix que pot transformar-se en humà quan està completament sec, i tornar a la seva veritable forma quan està mullat. Els dos monstres es dirigeixen a l'amagatall d'Alberto a Isola del Mare, una illa propera a Portorosso on diu viure amb el seu pare. Allà, Luca troba un cartell amb una Vespa i aviat decideixen fabricar la seva pròpia des de zero. Mentrestant, Luca intenta mantenir la seva ara doble vida en secret davant els seus pares, i només la seva àvia n’està al tanto i el manté en secret.
Lorenzo i Daniela aviat descobreixen el que el Luca ha estat fent i decideixen que, per mantenir-lo fora de perill, cal enviar-lo el més profund de l'oceà perquè visqui amb Ugo, el germà de Lorenzo. Angoixat, Luca fuig a la ciutat de Portorosso amb Alberto per poder trobar una Vespa i viatjar pel món. Allà es topen amb Ercole Visconti, pinxo local i repetidor de la Cursa de la Copa d'Portorosso, però són salvats per una jove anomenada Giulia Marcovaldo. Giulia porta a Luca i Alberto a casa seva, on viu durant els estius amb el seu pare Massimo, un expert pescador. Mentrestant, els pares del Luca aviat descobreixen que aquest ha desaparegut i es dirigeixen a la superfície per trobar-lo.
El Luca, l'Alberto i la Giulia decideixen inscriure's junts al triatló de la Copa Portorosso amb l'esperança de guanyar diners per comprar una Vespa. El triatló consisteix en tres proves: nedar, menjar pasta i recórrer la ciutat amb bicicleta. Cada nen decideix assumir una tasca individual: la Giulia es dedica a nedar, l'Alberto a menjar pasta i el Luca a anar amb bicicleta després d'aprendre a fer-ho. Amb el temps, Ercole comença a sospitar dels nois, i el Luca i na Giulia comencen a ser més l'un a l'altre. Quan Giulia parla d'anar a l'escola a Gènova, on passa la resta de l'any, Luca s'interessa per ella, el que fa que Alberto senti gelosia de la seva creixent amistat.
Després d’una discussió, Alberto revela a Giulia la seva identitat com a monstre marí. Luca no fa el mateix i en lloc d'això té por d'Alberto, deixant a Alberto retirar-se al seu amagatall sentint-se trencat i traït. Giulia aviat descobreix que Luca també és un monstre marí després d’esquitxar-se aigua sobre les mans i l'envia per por que no es faci mal. Mentre Luca troba a Alberto al seu amagatall, Alberto revela que el seu pare l’abandona i tem que Luca faci el mateix. En canvi, Luca decideix entrar al triatló per separat de Giulia per poder guanyar la Vespa per a tots dos.
El dia del triatló, el Luca i la Giulia superen amb èxit els dos primers reptes i entren en l'etapa de ciclisme. Quan comença a ploure, el Luca intenta evitar mullar-se, però l'Alberto arriba de sobte amb un paraigua. No obstant això, Ercole el trenca, revelant la seva forma de monstre marí. El Luca s'enfronta a la seva por i rescata al seu amic, mentre Ercole el persegueix amb un arpó. La Giulia xoca amb la seva moto contra la d'Ercole per salvar-los, i Luca i Alberto s'aturen per ajudar-la a aixecar-se. Mentre Ercole els amenaça, el Massimo surt en la seva defensa i assenyala que han guanyat la carrera, ja que les seves motos han arribat a la meta, derrotant a Ercole.
Luca es retroba amb els seus pares i el poble accepta als monstres marins, mentre que Ercole és humiliat pels seus antics sequaços, cansats dels abusos que van patir a mans d'ell. Tots es reuneixen a casa de Giulia per celebrar la seva reeixida victòria, després que Alberto es compri una Vespa amb els diners del premi. Més tard, Alberto revela que va vendre la Vespa per comprar un bitllet de tren per al Luca, permetent així anar a l'escola amb la Giulia a Gènova. La família del Luca, el Massimo i l'Alberto, que han decidit quedar-se a Portorosso amb Massimo, acomiaden el Luca i la Giulia a l'estació de tren.
Durant els crèdits, es mostra al Luca coneixent a la mare de la Giulia i assistint a l'escola amb ella mentre mostra la seva aparença de monstre marí. Es revela que l'Alberto ha acceptat al Massimo com a figura paterna i gaudeix treballant per a ell i jugant amb els nens. La família de Luca gaudeix interactuant amb els vilatans.
En una escena post-crèdit, Ugo parla amb un peix sobre com de gran és la seva vida a la profunditat de l’oceà, aparentment sense saber que no parla amb el Luca.

## Repartiment

### Personatges principals
- Jacob Tremblay com Luca Paguro
- Jack Dylan Grazer com Alberto Scorfano
- Emma Berman com Giulia Marcovaldo

### Personatges secundaris
- Marco Barricelli com Massimo Marcovaldo
- Saverio Raimondo com Ercole Visconti
- Maya Rudolph com Daniela Paguro
- Jim Gaffigan com Lorenzo Paguro
- Sandy Martin com l'avia Paguro

## Música
Al principi, es va pensar en el músic italià Ennio Morricone per compondre la banda sonora, però va morir abans que se li demanés que ho fes. L'1 d'abril de 2021, es va revelar que Dan Romer seria el compositor de la pel·lícula. La banda sonora inclou cançons de Mina, Edoardo Bennato, Gianni Morandi, Rita Pavone i Quartetto Cetra, i òperes de Giacomo Puccini i Gioachino Rossini.
Llista de cançons:
| Núm. | Títol                           | Durada |
| ---- | ------------------------------- | ------ |
| 1.   | «Meet Luca»                     | 4:08   |
| 2.   | «Did You Hide?»                 | 1:04   |
| 3.   | «The Curious Fish»              | 1:39   |
| 4.   | «You Forgot Your Harpoon»       | 0:39   |
| 5.   | «Phantom Tail»                  | 2:09   |
| 6.   | «Walking Is Just like Swimming» | 2:02   |
| 7.   | «Vespa è libertà»               | 1:42   |
| 8.   | «You Hold the Ramp»             | 0:59   |
| 9.   | «Silenzio Bruno»                | 0:41   |
| 10.  | «That's the Dream»              | 2:05   |
| 11.  | «The Bottom of the Ocean»       | 1:52   |
| 12.  | «Take Me, Gravity»              | 1:44   |
| 13.  | «Portorosso»                    | 1:36   |
| 14.  | «Signor Vespa»                  | 1:17   |
| 15.  | «This Isn't Any Old Race»       | 2:55   |
| 16.  | «Buonanotte, Boys»              | 1:27   |
| 17.  | «Land Monsters Everywhere»      | 0:55   |
| 18.  | «Buongiorno Massimo»            | 3:03   |
| 19.  | «The Out of Town Weirdo Tax»    | 1:48   |
| 20.  | «Rules Are for Rule People»     | 1:08   |
| 21.  | «How Humans Swim»               | 1:03   |
| 22.  | «Not Our Kid»                   | 0:49   |
| 23.  | «Telescope»                     | 2:46   |
| 24.  | «Beyond the Solar System»       | 1:02   |
| 25.  | «We Don't Need Anybody»         | 1:54   |
| 26.  | «The Sea Monster»               | 3:33   |
| 27.  | «I Wish I Could Take It Back»   | 4:01   |
| 28.  | «The Portorosso Cup»            | 7:34   |
| 29.  | «How to Find the Good Ones»     | 5:14   |
| 30.  | «Go Find Out for Me»            | 1:39   |

## Recepció

### Recepció crítica
Al lloc web d'agregació de crítiques Rotten Tomatoes, la pel·lícula té un índex d'aprovació del 89% basat en 214 crítiques, amb una qualificació mitjana de 7,20 / 10. El consens dels crítics de la pàgina web diu: "Lleugera però plena d'alegria contagiosa, la seductora Luca demostra que Pixar pot jugar amb seguretat sense deixar d'encantar al públic de totes les edats". Segons Metacritic, que va assignar una puntuació mitjana ponderada de 71 sobre 100 basada en 51 crítics, la pel·lícula va rebre "crítiques generalment favorables".
Alonso Duralde, de TheWrap, va escriure: "Luca és dolça i commovedora, i capta el vincle que els desconeguts poden crear durant un estiu, i com aquesta amistat pot perdurar. I, com els seus protagonistes que canvien de forma, hi ha moltes coses sota la superfície". Des de The Hollywood Reporter, David Rooney va dir que "la veritable màgia de Luca és la seva imatge. Els dissenys dels personatges són atractius tant en el món marí com en el terrestre, i la riquesa dels escenaris en els dos regnes és una font constant de plaer. El joc de llums a la superfície de l'aigua, gloriosament blau, és gairebé fotorealista, mentre que una posta de sol que estén el seu resplendor ataronjat sobre les roques de la costa et fa anhelar ser-hi".
Charlie Ridgely, de ComicBook.com, va elogiar la pel·lícula per la seva singularitat, considerant que es desviava molt de la fórmula narrativa i els tòpics habituals de Pixar, però no la feia "inferior" a altres clàssics de la companyia com Toy Story i Up, destacant l'animació, el disseny de la Riviera italiana, la partitura i la història.
No obstant això, Philip Desemlyn, escrivint per al Time Out, va qualificar la pel·lícula de "decepció", escrivint "Encantadora però lleugera, Luca definitivament no és Pixar en tots els aspectes. L'atreviment característic de l'estudi, els gags visualment impactants i les grans idees estan absents en una història de maduresa de peixos que és una fluixa".